# Campionati europei di sollevamento pesi 1929
I Campionati europei di sollevamento pesi 1929, 22ª edizione della manifestazione, si svolsero a Vienna l'8 settembre 1929.

## Formula
La formula prevedeva tre serie di sollevamenti:
- sollevamento a distensione a due mani;
- sollevamento a strappo a due mani;
- sollevamento a slancio a due mani.

## Titoli in palio
I titoli ritornano a cinque categorie.
| Categoria            | Eventi        |
| -------------------- | ------------- |
| Pesi piuma           | 60 kg         |
| Pesi leggeri         | 67,5 kg       |
| Pesi medi            | 75 kg         |
| Pesi massimi leggeri | 82,5 kg       |
| Pesi massimi         | Oltre 82,5 kg |

## Risultati
| Evento         | Oro               | Oro   | Argento          | Argento | Bronzo          | Bronzo |
| -------------- | ----------------- | ----- | ---------------- | ------- | --------------- | ------ |
| 60 kg.         | Franz Andrysek    | 275,0 | Rudolf Troppert  | 260,0   | Helmut Schäfer  | 252,5  |
| 67,5 kg.       | Robert Fein       | 310,0 | Eugen Jordan     | 292,5   | Kurt Helbig     | 287,5  |
| 75 kg.         | Karl Hipfinger    | 325,0 | Willi Reinfrank  | 322,5   | Willi Hoffmann  | 305,0  |
| 82,5 kg.       | Jakob Vogt        | 350,0 | Václav Pšenička  | 347,5   | Karl Bierwirth  | 335,0  |
| Oltre 82,5 kg. | Josef Straßberger | 372,5 | Rudolf Schilberg | 360,0   | Jaroslav Skobla | 350,0  |

## Medagliere
| Posiz. | Nazione        | Oro | Argento | Bronzo | Totale |
| ------ | -------------- | --- | ------- | ------ | ------ |
| 1      | Austria        | 3   | 2       | 0      | 5      |
| 2      | Germania       | 2   | 2       | 4      | 8      |
| 3      | Cecoslovacchia | 0   | 1       | 1      | 2      |
| Totale | Totale         | 5   | 5       | 5      | 15     |